# آی‌ان‌اس نیرگات (کی۸۹)
آی‌ان‌اس نیرگات (کی۸۹) (به انگلیسی: INS Nirghat (K89)) یک کشتی است که طول آن 38.6 meters می‌باشد.